# Hillsboro Stadium
O Hillsboro Stadium é um estádio localizado em Hillsboro, Oregon, Estados Unidos, possui capacidade total para 7.600 pessoas, é a casa do time de futebol americano universitário Portland State Vikings football da Universidade Estadual do Oregon Pacific Coast League e do time de futebol Portland Timbers 2 da USL Championship, o estádio foi inaugurado em 1999 e passou por reformas em 2010.